# Jakob-Kaiser-Haus
Jakob-Kaiser-Haus är ett kontorsbyggnadskomplex vid Dorotheenstrasse i stadsdelen Mitte i Berlin, tillhörande Tysklands förbundsdag. Det är uppkallat efter politikern Jakob Kaiser (1888–1961) som var politiker för Zentrumspartei, motståndsman under Nazityskland och sedermera CDU-minister.

## Bakgrund
Byggnaden är indelad i totalt åtta separata sexvåningshus som är förbundna med varandra och färdigställdes 2002 efter ritningar av fyra olika arkitektfirmor:
Schweger & Partner (nr 1 och 2), Busmann + Haberer (nr 3 och 7), Gerkan, Marg und Partner (nr 4 och 8) och de Architekten Cie (nr 5 och 6). Förutom nybyggen integrerades även tre befintliga byggnadsminnesmärkta byggnader i komplexet: det tidigare Riksdagstalmanspalatset, VDI-huset och Haus Sommer.
Jakob-Kaiser-Haus inrymmer bland annat 1745 olika kontorsrum, varav 345 är kontor för parlamentarikerna. Förutom dessa finns 43 mötesrum, 2 hörsalar, en TV-studio och den tyska förbundsdagens presstjänst samt olika mediefunktioner inrymda i byggnaden.
Byggnadsdelarna på ömse sidor om Dorotheenstrasse är förbundna med varandra genom två gångbroar och tre underjordiska tunnlar; dessutom finns förbindelsetunnlar under Friedrich-Ebert-Platz till Riksdagshuset och under Spree till Marie-Elisabeth-Lüders-Haus och Paul-Löbe-Haus.